# 帕里亞山 (秘魯)
10°11′37″S 76°54′42″W / 10.19361°S 76.91167°W
帕里亞山（西班牙語：Paria）是秘魯的山峰，位於安卡什大區和瓦努科大區，由帕克利翁區和克羅帕爾卡區負責管轄，屬於瓦伊瓦什山脈的一部分，海拔高度5,190米。